# Ordulfo de Sajonia
Ordulfo (a veces Otón) (h. 1022 - 28 de marzo de 1072) fue el duque de Sajonia desde 1059, cuando sucedió a su padre, Bernardo II, hasta su muerte. Era un miembro de la familia Billung.

## Reinado
Todo su reinado se vio ocupado por guerras con los wendos. Se alió con Dinamarca en esta empresa, y fortaleció la alianza casándose con Ulvhild de Noruega, la hija del rey Olaf II de Noruega, en 1042. Su hijo, Magnus, lo sucedió como duque de Sajonia. 
La segunda esposa de Ordulfo, Gertrudis de Haldensleben, hija del conde Conrado, fue presa en Maguncia en 1076 y murió el 21 de febrero de 1116. Su hijo Bernardo murió después de una caída de caballo en Luneburgo el 15 de julio de un año que se desconoce. 
Ordulfo está enterrado en la iglesia de San Miguel en Luneburgo. 